# كيكو زاكورا
كيكو-زاكورا (باللغة اليابانية 菊桜 キクザクラ) الأسم العلمي ( Cerasus lannesiana 'Chrysanthemoides' Miyoshi ) هو نوع من أشجار ساكورا الحديقة . تم تسجيل بداية زراعة هذه الشجرة في منتصف فترة إيدو في محافظة أوكاياما. 

## معلومات عن الزهرة
- عدد البتلات: 100-200 قطعة
- اللون: وردي باهت
- قطر الزهرة: 3.4 الى 4.2 سم
- وقت التزهير: أواخر أبريل